# Csép
Csép es un pueblo ubicado en el distrito de Kisbér, condado de Komárom-Esztergom, Hungría.

## Superficie
Posee una superficie de 20,04 kilómetros cuadrados.

## Demografía
Hasta 2022 la población era de 329 habitantes, con una densidad de población de 16,42 habitantes por kilómetro cuadrado.